# Le Fils du garde-chasse
Le Fils du garde-chasse è un cortometraggio muto del 1906 diretto da Alice Guy.
Il film è uno dei primi a sviluppare una trama complessa che abbia per protagonista un ragazzino, impegnato non in una comica ma in una vicenda drammatica. Le scene sono tutte girate all'aperto. Non si conosce il nome dell'attore bambino protagonista, il quale mostra notevoli abilità davanti alla macchina da presa.

## Trama
Il figlio maggiore del guardiacaccia è orgoglioso del lavoro di suo padre. Quando egli esce di casa per la sua ronda quotidiana, il ragazzino lo segue, nonostante gli sia stato proibito di farlo. Il guardiacaccia sorprende due bracconieri e li insegue. I due malviventi lo attirano in una trappola facendolo intenzionalmente precipitare in una scarpata. Il dramma si svolge sotto gli occhi inorriditi del bambino.
Tornato a casa per annunciare la terribile notizia della morte del padre alla madre e al fratello minore, il ragazzo vede i malviventi passare nelle vicinanze e decide di seguirli. Giungono in una taverna dove i due complici vendono il frutto della loro rapina. Approfittando di una disputa tra i bracconieri in merito alla divisione del bottino, il figlio del guardacaccia afferra un coltello e cerca di pugnalare i colpevoli: scoppia una rissa che costringe l'oste a chiamare la polizia. Un bracconiere viene arrestato ma l'altro fugge. Accompagnato da due gendarmi, il ragazzo parte all'inseguimento del fuggiasco che, nella fretta, precipita nella stessa scarpata com'era accaduto al guardiacaccia. Il figlio del guardiacaccia racconta quanto accaduto alla polizia che si congratula con lui per il suo coraggio.

## Produzione
Il film fu prodotto dalla Société des Etablissements L. Gaumont. Venne girato in Francia.

## Distribuzione
Distribuito dalla Société des Etablissements L. Gaumont, uscì nelle sale cinematografiche francesi nel 1906. Distribuito in DVD nel 2008 (in Francia) e nel 2009 (negli Stati Uniti).